# This Time Around (Lied)
This Time Around (englisch für: „dieses Mal“) ist ein im Jahr 1995 auf dem Doppelalbum HIStory, Past, Present And Future Book I erschienener Song des US-amerikanischen Popsängers Michael Jackson. 
Einige Monate nach der Veröffentlichung auf dem Album wurde der Song in den USA als Promo-Single veröffentlicht und erreichte so Chartplatzierungen in einigen Airplay Charts. Der D.M. Radio Mix von This Time Around wurde 1997 auf dem Remixalbum Blood on the Dance Floor – HIStory in the Mix veröffentlicht.

## Inhalt
Der Song handelt von den Problemen und Schattenseiten der Berühmtheit, somit verarbeitet Michael Jackson musikalisch mit This Time Around wie auch auf vielen anderen neuen Songs des Albums die Vorwürfe des Kindesmissbrauchs aus dem Jahr 1993. Er hat ein moderates Tempo von 108 bpm und ist in D-Moll geschrieben. Der Song erhält einige selbstgeschriebene Rap-Verse von The Notorious B.I.G.

## Liste der Remixe
| Name                                 | Länge | Veröffentlichung                                                                    | Remixer                  |
| ------------------------------------ | ----- | ----------------------------------------------------------------------------------- | ------------------------ |
| Dallas Clean Album Remix             | 4:12  | CD-Maxi-Promo                                                                       | Dallas Austin            |
| Dallas Main Extended Mix             | 7:15  | 12"-Promo                                                                           | Dallas Austin            |
| Dallas Main Mix                      | 6:40  | 12"-Promo                                                                           | Dallas Austin            |
| Dallas Main Mix w/o Rap              | 6:40  | 12"-Promo                                                                           | Dallas Austin            |
| Dallas Radio Remix                   | 4:31  | CD-Promo, CD-Maxi-Promo                                                             | Dallas Austin            |
| Dallas Radio Remix w/o Rap           | 4:31  | CD-Maxi-Promo                                                                       | Dallas Austin            |
| David Mitson Clean Edit              | 4:21  | CD-Promo, CD-Maxi-Promo                                                             | David Mitson             |
| D.M. AM Mix                          | 7:47  | 12"-Promo                                                                           | David Morales            |
| D.M. Bang Ba Drums Mix               | 6:34  | 2x12"-Promo                                                                         | David Morales            |
| D.M. Mad Club Mix                    | 10:23 | 2x12"-Promo                                                                         | David Morales            |
| D.M. Mad Dub                         | 8:00  | 12"-Promo                                                                           | David Morales            |
| D.M. Radio Mix                       | 4:05  | CD-Promo, 2x12"-Promo, CD-Maxi-Promo, Blood on the Dance Floor – HIStory in the Mix | David Morales            |
| Georgie’s House N Around Mix         | 6:04  | 2x12"-Promo                                                                         | Georgie Porgie           |
| Maurice’s Club Around Mix            | 9:00  | 2x12"-Promo                                                                         | Maurice’s Joshua         |
| Maurice’s Club Around Radio Mix      | 4:00  | CD-Promo, CD-Maxi-Promo                                                             | Maurice’s Joshua         |
| Maurice’s Hip Hop Around Mix         | 4:25  | 12"-Promo                                                                           | Maurice’s Joshua         |
| Maurice’s Hip Hop Around Mix w/ Drop | 4:18  | CD-Promo, CD-Maxi-Promo                                                             | Maurice’s Joshua         |
| Maurice’s Hip Hop Around Mix w/o Rap | 4:25  | CD-Promo                                                                            | Maurice’s Joshua         |
| The Don’s Control This Dub           | 4:30  | 2x12"-Promo                                                                         | Joey „The Don“ Donatello |
| The Neverland Dub (Aftermath)        | 7:46  | 2x12"-Promo                                                                         | David Morales            |
| The Timeland Dub                     | 7:22  | 2x12"-Promo                                                                         | David Morales            |
| UBQ’s Opera Vibe Dub                 | 7:00  | 2x12"-Promo                                                                         | UBQ Project              |
| Uno Clio 12" Master Mix              | 9:25  | 12"Promo                                                                            | Uno Clio                 |
| Uno Clio Club Mix                    | 8:06  | 12"Promo                                                                            | Uno Clio                 |

## Besetzung
- Komposition – Michael Jackson (Text), Dallas Austin (Musik)
- Produktion – Michael Jackson, Dallas Austin
- Co-Produktion – Bruce Swedien, Rene Moore
- Solo, Background Vocals – Michael Jackson
- Rap – The Notorious B.I.G.
- Synthesizer, Keyboard – Dallas Austin, Rene Moore
- Perkussion – Rene Moore, Bruce Swedien
- Gitarre – Michael Thompson
- E-Bass – Keith Rouster, Colin Wolfe
- Tontechnik – Bruce Swedien, Rene Moore, John Van Nest (assistierender Tontechniker)
- Mix – Bruce Swedien